# Lente intraocular
Lente intraocular o LIO es un lente artificial de silicona o material acrílico, la mayor parte de tipo convergente, que se implanta quirúrgicamente dentro del ojo con el fin de corregir o mejorar el enfoque afectado por una disfunción del cristalino.
El cristalino del ojo humano es el equivalente a un lente de 15 dioptrías, por lo que al insertar un lente intraocular se asegura que se haga con unas dioptrías iguales o superiores a esta.
En 1949, Sir Harold Ridley inventó la lente intraocular y marcó el comienzo de un cambio importante en la práctica de la oftalmología. Millones de pacientes en todo el mundo se han beneficiado del invento de Sir Ridley y es probable que sigan beneficiándose de este dispositivo.

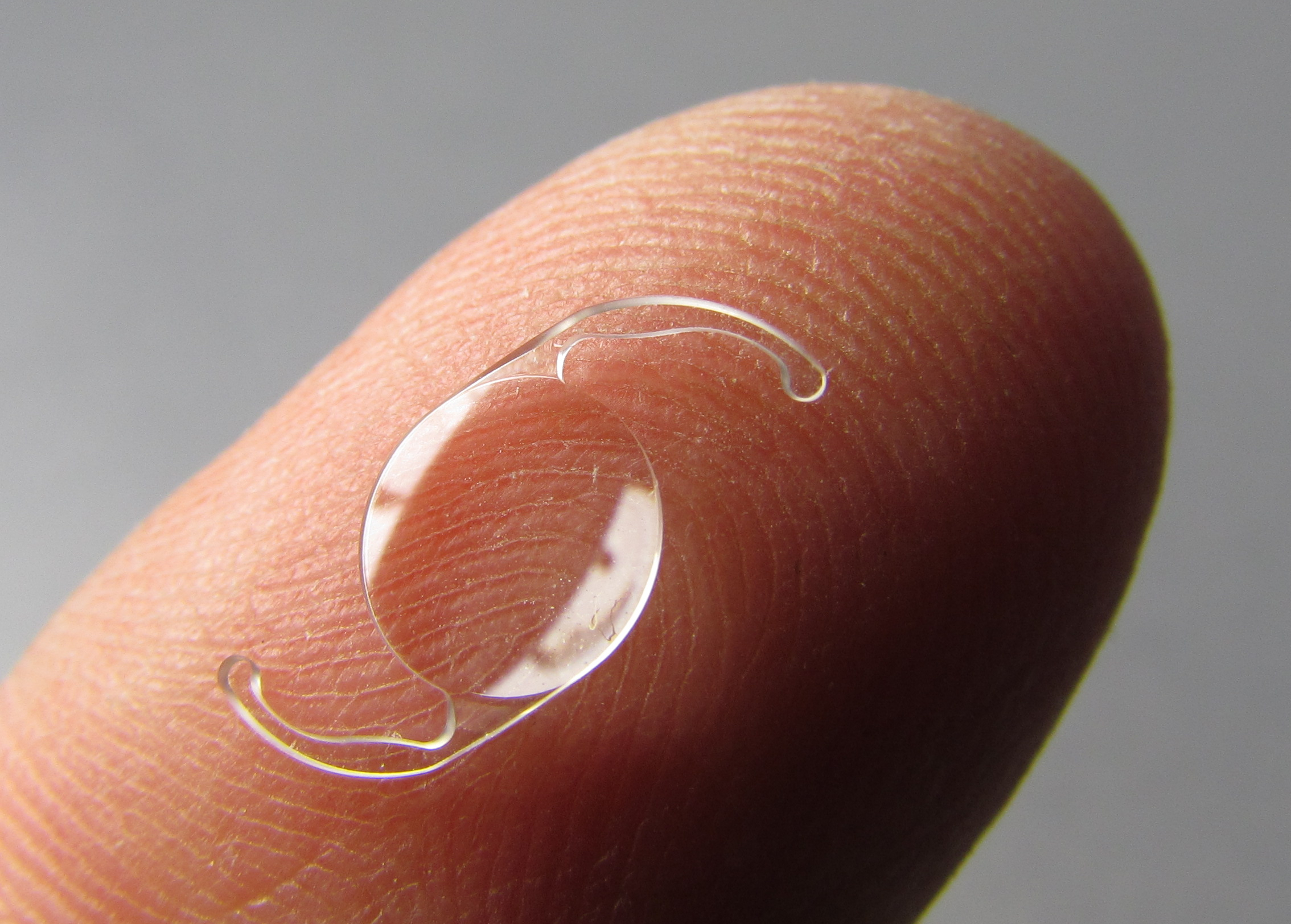
Lente intraocular.

## Tipos de LIO

### Por lugar de inserción y uso
- Los LIO llamados pseudofáquicos que se colocan en el saco capsular cristaliniano, o entre la cápsula anterior y posterior del cristalino y que se usan para sustituir el cristalino que se ha extraído (o lensectomía) por estar anómalo, generalmente opaco (Ver : Catarata) o que se extrae aunque esté transparente, para corregir defectos refractivos (lensectomía refractiva) como la miopía, hipermetropía o astigmatismo.

- Los LIO fáquicos  que se implantan para complementar el cristalino, es decir sin extraerlo, generalmente como tratamiento de defectos de refracción graves como casos de miopías severas y de hipermetropías altas y presbicia. También pueden indicarse en casos con graduaciones no tan altas pero en los que ciertas características de la córnea no permitan el tratamiento con láser, o para los cuales no es factible la aplicación de otros tratamientos como lentes correctores externos o cirugía refractiva del tipo de la queratomileusis o de LASIK.[1]

Por su lugar de insertación el LIO también pueden ser de cámara anterior, delante del iris, de cámara posterior, entre el iris y el cristalino (el más usado Ver: Lentes intraoculares de cámara posterior (ICL)) o epicapsulares y en el surco ciliar, y lentes intracapsulares (los pseudofáquicos).

### Tipos según sus características
Y por la forma de afectar el enfoque son:
- Lentes monofocales: Las lentes intraoculares monofocales pueden utilizarse para otorgar un punto de enfoque claro a distancia o de cerca, pero puede elegirse solo un punto de enfoque y requieren complementarse con lentes externos o gafas.
- Lentes multifocales: Las lentes intraoculares multifocales evitan la necesidad de gafas ya que brindan dos o más puntos de enfoque, pero a expensas de claridad[3] Le brindan al paciente la posibilidad de tener una excelente visión lejana, intermedia y cercana al mismo tiempo, y a su vez pueden ser:[4][5]

- Refractivas: con varias zonas ópticas en la lente intraocular.
- Difractivas apodizadas: con tramos difractivos graduales sobre el implante de la lente intraocular que crean una transición suave entre los puntos focales.
- Acomodativas: con un punto focal, pero funcionan como si fuera una LIO multifocal al estar diseñadas con una articulación similar a la mecánica del cristalino y mediante la acción de los músculos del ojo, el único punto focal puede variar para enfocar objetos a diversas distancias.

- Lentes tóricos: para corregir el astigmatismo.[6]
- Lentes teledióptricos o LIOTD: o lentes IOL-Vip (Intra Ocular Lens for Visually Impaired Person)[7] para baja visión o deficiencia visual severa.

## Técnica de colocación
Los lentes intraoculares pueden ser rígidos o plegables (también llamados flexibles); se introducen en el ojo por la misma incisión por la que se extrae la catarata mediante las técnicas  de incisión pequeña se colocan dentro del saco que envuelve el cristalino. En el caso de los lentes plegables no hay necesidad de agrandar la herida, lo cual evita en algunos casos la necesidad de dar otros puntos de sutura. Disminuyendo la posibilidad de astigmatismos irregulares.